# Cantautori s.r.l. (speranze - rabbie - libertà)
Cantautori s.r.l. (speranze-rabbie-libertà) è un album pubblicato dalla Ricordi nel 1979 per l'AIRC che contiene tredici brani nell'interpretazione originale di altrettanti cantautori italiani, tranne che per la traccia 1 che propone una versione alternativa del brano.

## Tracce

### Lato A
1. Lucio Dalla - Come è profondo il mare
2. Francesco Guccini - Il vecchio e il bambino
3. Alan Sorrenti - Un incontro in ascensore
4. Edoardo Bennato - Bravi ragazzi
5. Luciano Rossi - Voglio un'amante
6. Fabrizio De André - Il pescatore
7. Giorgio Gaber - Lo shampoo

### Lato B
1. Alberto Radius - Nel ghetto
2. Eugenio Finardi - Cuba
3. Ivan Graziani - Lugano addio
4. Angelo Branduardi - La favola degli aironi
5. Francesco De Gregori - Atlantide
6. Roberto Vecchioni - Canzone per Sergio

I proventi del disco andavano devoluti all'AIRC.